# 樱石斛
樱石斛（学名：Dendrobium linawianum），又名矩唇石斛，为兰科石斛属下的一个种，分布于臺灣、廣東和廣西的低海拔山區光照強且潮濕的地區。其高度在30至40厘米之間，總狀花序，花朵基部白色，末梢彎曲呈紫色，結蒴果。它在中醫上有藥用價值，可滋陰清熱，生津止渴。

## 扩展阅读
- 维基共享资源上的相關多媒體資源：樱石斛